# Selenid
Et selenid er en kemisk forbindelse, der indeholder en selen-anion med et oxidationstal på −2 (Se2−), meget med samme rolle som svovl har i et sulfid. Selenidernes kemi ligner sulfidernes. Ligesom sulfid, forekommer selenidionen Se2− i vandige opløsninger normalt kun under meget basiske forhold. Under neutrale forhold er hydrogenselenid-ionen, HSe−, den mest udbredte. I syreforhold dannes hydrogenseleniden H2Se.
| Kemi | Spire Denne artikel om kemi er en spire som bør udbygges. Du er velkommen til at hjælpe Wikipedia ved at udvide den. |